# Classification de Takhtajan
La classification de Takhtajan (de 1954 à 2009) est une classification botanique proposée par Armen Takhtajan. Elle est évolutionniste et admet en conséquence les taxons paraphylétiques.

## La classification de 2009
Les plantes à fleurs sont toutes regroupées dans un unique embranchement et sont divisées de la manière suivante :
- Embranchement des Magnoliophyta Cronquist, Takht. & Zimmerm. ex Reveal (1996)
  - Classe des Magnoliopsida Brongn. (1843) (Dicotyledonae) p. 7
    - Sous-classe I : Magnoliidae p. 11
    - Sous-classe II : Ranunculidae p. 69
    - Sous-classe III : Hamamelididae p. 101
    - Sous-classe IV : Caryophyllidae p. 129
    - Sous-classe V : Dilleniidae p. 167
    - Sous-classe VI : Rosidae p. 293
    - Sous-classe VII : Asteridae p. 435
    - Sous-classe VIII : Lamiidae p. 511

  - Classe des Liliopsida Scop. (1760) (Monocotyledonae) p. 595
    - Sous-classe I : Alismatidae p. 589
    - Sous-classe II : Liliidae Takht. (1966) p. 625
      - Super-ordre des Lilianae Takht. (1966)
        - Ordre des Melanthiales R. Dahlgren ex Reveal (1992)
        - Ordre des Trilliales Takht. (1996)
        - Ordre des Liliales Perleb (1826)
          - 1. Famille des Campynemataceae
          - 2. Famille des Colchicaceae
          - 3. Famille des Tricyrtidaceae
          - 4. Famille des Scoliopaceae p. 634
          - 5. Famille des Calochortaceae p. 634
          - 6. Famille des Liliaceae Juss., nom. cons. (1789) p. 634
          - 7. Famille des Medeolaceae (S. Wats.) Takht. (1987) p. 634

        - Ordre des Burmanniales
        - Ordre des Alstroemeriales Hutch. (1934)
        - Ordre des Smilacales
        - Ordre des Orchidales
        - Ordre des Iridales
        - Ordre des Amaryllidales
        - Ordre des Asparagales

      - Super-ordre des Pandananae
      - Super-ordre des Dioscoreanae Takht., nom. inval. (1997)
      - Super-ordre des Arecanae

    - Sous-classe III : Arecidae p. 693
    - Sous-classe IV : Commelinidae p. 699